# Jun’yō Maru
Jun’yō Maru (jap. 順陽丸) war ein japanischer Frachter. Seine Versenkung im Zweiten Weltkrieg ist mit einem besonders hohen Verlust von Menschenleben verbunden. Etwa 5.620 Menschen kamen um.

## Geschichte
Das Schiff wurde 1913 von der Werft Robert Duncan & Company in Glasgow unter der Baunummer 324 gebaut. Es war mit 5.065 BRT vermessen, 134 m lang und 16 m breit. Seine Maschinen hatten eine Leistung von 1.202 kW. Es hatte vier britische Besitzer mit jeweiligem Namenswechsel und ab 1926 drei japanische Besitzer unter dem Namen Jun’yō Maru. Im Zweiten Weltkrieg wurde der Frachter schließlich auch als Höllenschiff eingesetzt.
Am 16. September 1944 verließ der Frachter Batavia, Java. Er sollte 6.342 Gefangene nach Padang an der Westküste von Sumatra bringen. Unter ihnen waren etwa 2.300 alliierte Kriegsgefangene (etwa 1.700 westlich, darunter 1.377 Niederländer, 64 Briten und Australier, 8 Amerikaner, sowie etwa 500 Indonesier) und 4.200 zivile Zwangsarbeiter aus Java. Sie waren für den Bau der 220 km langen Sumatra-Eisenbahnlinie bestimmt. Zwei Schiffe begleiteten den Frachter zum Schutz.
Die HMS Tradewind, ein britisches U-Boot der Taciturn-Klasse, kommandiert von Lt. Cmdr. Stephen Lynch Conway Maydon, spürte den Verband auf. Gegen 16:00 am 18. September 1944 griff Maydon den Frachter aus einer Entfernung von 1.800 yd (1.646 m) mit einer Salve von vier Torpedos an, ohne dessen Fracht zu kennen, da die japanische Marine ihre Gefangenentransporte in der Regel nicht kennzeichnete.
Nur die Besatzung und ein kleiner Teil der Gefangenen konnte sich retten. Die Stelle des Untergangs liegt bei Mukomuko, Sumatra (Position 2° 52′ 59,6″ S, 101° 11′ 0″ O). Etwa 5.620 Menschen kamen beim Untergang des Schiffs um. Die Japaner bargen die Überlebenden bei Anbruch des nächsten Tages. Von den 680 geretteten Kriegsgefangenen überlebten nur 96 die anschließende Zwangsarbeit.